# 将棋のタイトル在位者一覧
将棋のタイトル在位者一覧（しょうぎのタイトルざいいしゃいちらん）は、将棋の棋戦タイトル在位者の一覧であり、1937年度（昭和12年度）に実力名人制が発足してから現在までのタイトル在位者を網羅する。
タイトル在位期間は次期タイトル戦の番勝負終了までとなる。

## 一覧
| - 3期以上のタイトルを獲得した棋士の名前には着色している。 - 永 - 永世称号の規定条件達成（永世称号の制定前も含む） - 初 - 個人の初獲得タイトル - 終 - 個人の最終保持タイトル（引退棋士のみ） - ↑ - 非実施（備考を参照） - (名前) - 一般棋戦の優勝者 | - 3期以上のタイトルを獲得した棋士の名前には着色している。 - 永 - 永世称号の規定条件達成（永世称号の制定前も含む） - 初 - 個人の初獲得タイトル - 終 - 個人の最終保持タイトル（引退棋士のみ） - ↑ - 非実施（備考を参照） - (名前) - 一般棋戦の優勝者 |  | 備考欄 - 少 - 最年少記録 - 長 - 最年長記録 - 初 - 史上初の記録 | 備考欄 - 少 - 最年少記録 - 長 - 最年長記録 - 初 - 史上初の記録 |

### 2015年（叡王戦開始） - 現在
| 開催 年度   | 名人戦 4-6月    | 叡王戦 4-6月       | 棋聖戦 6-7月    | 王位戦 7-9月           | 王座戦 9-10月            | 竜王戦 10-12月             | 王将戦 1-3月    | 棋王戦 2-3月    | 備 考                                                                                      |
| 開催 年度   | 名人            | 叡王               | 棋聖            | 王位                   | 王座                     | 竜王                       | 王将            | 棋王            | 備 考                                                                                      |
| 2025 (令7)  | 第83期 藤井聡太 | 第10期 伊藤匠      | 第96期 藤井聡太 | 第66期 藤井(聡)か 永瀬 | 第73期 藤井(聡)か 伊藤匠 | 第38期 藤井(聡)か 佐々木勇 |                 |                 |                                                                                            |
| 2024 (令6)  | 藤井聡太全冠    | 伊藤匠初           | 藤井聡太永      | 藤井聡太永             | 藤井聡太                 | 藤井聡太                   | 第74期 藤井聡太 | 第50期 藤井聡太 | 藤井 初失冠/八冠独占終了(叡王戦)/ 永世棋聖少（永世称号少）/永世王位少                      |
| 2023 (令5)  | 藤井聡太        | 藤井聡太           | 藤井聡太        | 藤井聡太               | 藤井聡太全冠             | 藤井聡太全冠               | 藤井聡太全冠    | 藤井聡太全冠    | 藤井 七冠少/竜王・名人少(5人目)/八冠独占初 渡辺 19年ぶり無冠                               |
| 2022 (令4)  | 渡辺明          | 藤井聡太           | 藤井聡太        | 藤井聡太               | 永瀬拓矢                 | 藤井聡太                   | 藤井聡太        | 藤井聡太        | 谷川 十七世名人襲位 藤井 六冠少                                                            |
| 2021 (令3)  | 渡辺明          | 藤井聡太           | 藤井聡太        | 藤井聡太               | 永瀬拓矢                 | 藤井聡太                   | 藤井聡太        | 渡辺明          | 藤井 タイトル防衛少/三冠少/四冠少/五冠少                                                   |
| 2020 (令2)  | 渡辺明          | 豊島将之           | 藤井聡太初      | 藤井聡太               | 永瀬拓矢                 | 豊島将之                   | 渡辺明          | 渡辺明          | 名人戦と叡王戦が開催遅れ(6月から) 藤井 タイトル獲得少(17歳11か月)/二冠少                   |
| 2019 (令元) | 豊島将之        | 永瀬拓矢初         | 渡辺明          | 木村一基初             | 永瀬拓矢                 | 豊島将之                   | 渡辺明          | 渡辺明          | 木村 初タイトル獲得長(46歳) 豊島 竜王・名人(4人目)                                         |
| 2018 (平30) | 佐藤天彦        | 第3期 高見泰地初   | 豊島将之初      | 豊島将之               | 斎藤慎太郎初             | 広瀬章人                   | 渡辺明          | 渡辺明          | 叡王戦がタイトル戦に昇格 8タイトルを8人が分け合う(棋聖戦終了時点) 羽生 27年9か月ぶりの無冠 |
| 2017 (平29) | 佐藤天彦        | －                 | 羽生善治        | 菅井竜也初             | 中村太地初               | 羽生善治永                 | 久保利明        | 渡辺明          | 羽生 タイトル通算99期/永世七冠初                                                           |
| 2016 (平28) | 佐藤天彦初      | (第2期) (佐藤天彦) | 羽生善治        | 羽生善治               | 羽生善治                 | 渡辺明                     | 久保利明        | 渡辺明永        | 竜王戦挑戦者変更                                                                           |
| 2015 (平27) | 第73期 羽生善治 | (第1期) (山崎隆之) | 第86期 羽生善治 | 第56期 羽生善治        | 第63期 羽生善治          | 第28期 渡辺明              | 第65期 郷田真隆 | 第41期 渡辺明   | 叡王戦創設(一般棋戦)                                                                       |
| 開催 年度   | 名人            | 叡王               | 棋聖            | 王位                   | 王座                     | 竜王                       | 王将            | 棋王            | 備 考                                                                                      |
| 開催 年度   | 名人戦 4-6月    | 叡王戦 4-6月       | 棋聖戦 6-7月    | 王位戦 7-9月           | 王座戦 9-10月            | 竜王戦 10-12月             | 王将戦 1-3月    | 棋王戦 2-3月    | 備 考                                                                                      |

### 1988年（竜王戦開始） - 2014年
| 開催 年度   | 名人戦 4-6月    | 棋聖戦 12-2月 6-7月  | 王位戦 7-9月    | 王座戦 9-10月   | 竜王戦 10-12月    | 王将戦 1-3月    | 棋王戦 2-3月  | 備 考                                      |
| 開催 年度   | 名人            | 棋聖                 | 王位            | 王座            | 竜王              | 王将            | 棋王          | 備 考                                      |
| 2014 (平26) | 第72期 羽生善治 | 第85期 羽生善治      | 第55期 羽生善治 | 第62期 羽生善治 | 第27期 糸谷哲郎初 | 第64期 郷田真隆 | 第40期 渡辺明 |                                            |
| 2013 (平25) | 森内俊之        | 羽生善治             | 羽生善治        | 羽生善治        | 森内俊之          | 渡辺明          | 渡辺明        | 羽生 王座21期(同一タイトル獲得記録)        |
| 2012 (平24) | 森内俊之        | 羽生善治             | 羽生善治        | 羽生善治        | 渡辺明            | 渡辺明          | 渡辺明        |                                            |
| 2011 (平23) | 森内俊之        | 羽生善治             | 羽生善治        | 渡辺明          | 渡辺明            | 佐藤康光        | 郷田真隆      |                                            |
| 2010 (平22) | 羽生善治        | 羽生善治             | 広瀬章人初      | 羽生善治        | 渡辺明            | 久保利明        | 久保利明      | 羽生 王座19連覇(同一タイトル連覇記録)      |
| 2009 (平21) | 羽生善治        | 羽生善治             | 深浦康市        | 羽生善治        | 渡辺明            | 久保利明        | 久保利明      |                                            |
| 2008 (平20) | 羽生善治永      | 羽生善治             | 深浦康市        | 羽生善治        | 渡辺明永          | 羽生善治        | 久保利明初    | 中原 永世王位・永世棋聖就位                |
| 2007 (平19) | 森内俊之永      | 佐藤康光             | 深浦康市初      | 羽生善治        | 渡辺明            | 羽生善治        | 佐藤康光      | 中原 名誉王座就位・十六世名人襲位          |
| 2006 (平18) | 森内俊之        | 佐藤康光永           | 羽生善治        | 羽生善治        | 渡辺明            | 羽生善治永      | 佐藤康光      |                                            |
| 2005 (平17) | 森内俊之        | 佐藤康光             | 羽生善治        | 羽生善治        | 渡辺明            | 羽生善治        | 森内俊之      |                                            |
| 2004 (平16) | 森内俊之        | 佐藤康光             | 羽生善治        | 羽生善治        | 渡辺明初          | 羽生善治        | 羽生善治      | 森内 竜王・名人(3人目)                     |
| 2003 (平15) | 羽生善治        | 佐藤康光             | 谷川浩司        | 羽生善治        | 森内俊之          | 森内俊之        | 谷川浩司      |                                            |
| 2002 (平14) | 森内俊之初      | 佐藤康光             | 谷川浩司        | 羽生善治        | 羽生善治          | 羽生善治        | 丸山忠久      |                                            |
| 2001 (平13) | 丸山忠久        | 郷田真隆             | 羽生善治        | 羽生善治        | 羽生善治          | 佐藤康光        | 羽生善治      |                                            |
| 2000 (平12) | 丸山忠久初      | 羽生善治             | 羽生善治        | 羽生善治        | 藤井猛            | 羽生善治        | 羽生善治      |                                            |
| 1999 (平11) | 佐藤康光        | 谷川浩司             | 羽生善治        | 羽生善治        | 藤井猛            | 羽生善治        | 羽生善治      |                                            |
| 1998 (平10) | 佐藤康光        | 郷田真隆             | 羽生善治        | 羽生善治        | 藤井猛初          | 羽生善治        | 羽生善治      | 米長 永世棋聖就位                          |
| 1997 (平9)  | 谷川浩司永      | 屋敷伸之             | 羽生善治永      | 羽生善治        | 谷川浩司          | 羽生善治        | 羽生善治      | 谷川 竜王・名人(2人目)                     |
| 1996 (平8)  | 羽生善治全冠    | 三浦弘行初           | 羽生善治        | 羽生善治永      | 谷川浩司          | 羽生善治        | 羽生善治      | 羽生 七冠独占終了(棋聖戦)                  |
| 1995 (平7)  | 羽生善治        | 羽生善治永           | 羽生善治        | 羽生善治        | 羽生善治          | 羽生善治全冠    | 羽生善治全冠  | 羽生 七冠独占初(王将戦) 棋聖戦が年1期に    |
| 1994 (平6)  | 羽生善治        | 羽生善治             | 羽生善治        | 羽生善治        | 羽生善治          | 谷川浩司        | 羽生善治永    | 羽生 六冠初/竜王・名人初 中原 永世十段就位 |
| 1994 (平6)  | 羽生善治        | 羽生善治             | 羽生善治        | 羽生善治        | 羽生善治          | 谷川浩司        | 羽生善治永    | 羽生 六冠初/竜王・名人初 中原 永世十段就位 |
| 1993 (平5)  | 米長邦雄終      | 羽生善治             | 羽生善治        | 羽生善治        | 佐藤康光初        | 谷川浩司        | 羽生善治      |                                            |
| 1993 (平5)  | 米長邦雄終      | 羽生善治             | 羽生善治        | 羽生善治        | 佐藤康光初        | 谷川浩司        | 羽生善治      |                                            |
| 1992 (平4)  | 中原誠終        | 谷川浩司             | 郷田真隆初      | 羽生善治        | 羽生善治          | 谷川浩司        | 羽生善治      | 郷田 史上最低段タイトル(四段)              |
| 1992 (平4)  | 中原誠終        | 谷川浩司             | 郷田真隆初      | 羽生善治        | 羽生善治          | 谷川浩司        | 羽生善治      | 郷田 史上最低段タイトル(四段)              |
| 1991 (平3)  | 中原誠          | 谷川浩司             | 谷川浩司        | 福崎文吾終      | 谷川浩司          | 谷川浩司        | 羽生善治      |                                            |
| 1991 (平3)  | 中原誠          | 南芳一               | 谷川浩司        | 福崎文吾終      | 谷川浩司          | 谷川浩司        | 羽生善治      |                                            |
| 1990 (平2)  | 中原誠          | 屋敷伸之             | 谷川浩司        | 谷川浩司        | 谷川浩司          | 南芳一          | 羽生善治      |                                            |
| 1990 (平2)  | 中原誠          | 屋敷伸之初           | 谷川浩司        | 谷川浩司        | 谷川浩司          | 南芳一          | 羽生善治      |                                            |
| 1989 (平元) | 谷川浩司        | 中原誠               | 谷川浩司        | 中原誠          | 羽生善治初        | 米長邦雄        | 南芳一        |                                            |
| 1989 (平元) | 谷川浩司        | 中原誠               | 谷川浩司        | 中原誠          | 羽生善治初        | 米長邦雄        | 南芳一        |                                            |
| 1988 (昭63) | 第46期 谷川浩司 | 中原誠               | 第29期 森雞二終 | 第36期 中原誠   | 第1期 島朗初      | 第38期 南芳一   | 第14期 南芳一 | 十段戦が竜王戦に再編                       |
| 1988 (昭63) | 第46期 谷川浩司 | 第52期 田中寅彦 初終 | 第29期 森雞二終 | 第36期 中原誠   | 第1期 島朗初      | 第38期 南芳一   | 第14期 南芳一 | 十段戦が竜王戦に再編                       |
| 開催 年度   | 名人            | 棋聖                 | 王位            | 王座            | 竜王              | 王将            | 棋王          | 備 考                                      |
| 開催 年度   | 名人戦 4-6月    | 棋聖戦 12-2月 6-7月  | 王位戦 7-9月    | 王座戦 9-10月   | 竜王戦 10-12月    | 王将戦 1-3月    | 棋王戦 2-3月  | 備 考                                      |

### 1962年（十段・棋聖戦開始） - 1987年
| 開催 年度   | 名人戦 4-6月    | 棋聖戦 12-2月 6-7月 | 王位戦 7-9月    | 王座戦 9-10月         | 十段戦 10-12月  | 王将戦 1-3月      | 棋王戦 2-3月        | 備 考                                           |
| 開催 年度   | 名人            | 棋聖                | 王位            | 王座                  | 十段            | 王将              | 棋王                | 備 考                                           |
| 1987 (昭62) | 第45期 中原誠   | 第51期 南芳一初     | 第28期 谷川浩司 | 第35期 塚田泰明初     | 第26期 高橋道雄 | 第37期 南芳一     | 第13期 谷川浩司     | 7タイトルを7人が分け合う(王座戦終了時点)        |
| 1987 (昭62) | 第45期 中原誠   | 桐山清澄終          | 第28期 谷川浩司 | 第35期 塚田泰明初     | 第26期 高橋道雄 | 第37期 南芳一     | 第13期 谷川浩司     | 7タイトルを7人が分け合う(王座戦終了時点)        |
| 1986 (昭61) | 中原誠          | 桐山清澄            | 高橋道雄        | 中原誠                | 福崎文吾初      | 中村修            | 高橋道雄            |                                                 |
| 1986 (昭61) | 中原誠          | 桐山清澄            | 高橋道雄        | 中原誠                | 福崎文吾初      | 中村修            | 高橋道雄            |                                                 |
| 1985 (昭60) | 中原誠          | 米長邦雄            | 高橋道雄        | 中原誠                | 米長邦雄        | 中村修初          | 谷川浩司            |                                                 |
| 1985 (昭60) | 中原誠          | 米長邦雄            | 高橋道雄        | 中原誠                | 米長邦雄        | 中村修初          | 谷川浩司            |                                                 |
| 1984 (昭59) | 谷川浩司        | 米長邦雄永          | 加藤一二三終    | 中原誠                | 米長邦雄        | 中原誠            | 桐山清澄初          |                                                 |
| 1984 (昭59) | 谷川浩司        | 米長邦雄            | 加藤一二三終    | 中原誠                | 米長邦雄        | 中原誠            | 桐山清澄初          |                                                 |
| 1983 (昭58) | 谷川浩司初      | 米長邦雄            | 高橋道雄初      | 第31期 中原誠         | 中原誠          | 米長邦雄          | 米長邦雄            | 王座戦がタイトル戦に昇格                        |
| 1983 (昭58) | 谷川浩司初      | 森安秀光 初終       | 高橋道雄初      | 第31期 中原誠         | 中原誠          | 米長邦雄          | 米長邦雄            | 王座戦がタイトル戦に昇格                        |
| 1982 (昭57) | 加藤一二三      | 中原誠              | 内藤國雄終      | (第30回) (内藤國雄)   | 中原誠永        | 米長邦雄          | 米長邦雄            | 6タイトルを6人が分け合う(十段戦終了時点)        |
| 1982 (昭57) | 加藤一二三      | 森雞二初            | 内藤國雄終      | (第30回) (内藤國雄)   | 中原誠永        | 米長邦雄          | 米長邦雄            | 6タイトルを6人が分け合う(十段戦終了時点)        |
| 1981 (昭56) | 中原誠          | 二上達也終          | 中原誠          | (大山康晴)            | 加藤一二三      | 大山康晴終        | 米長邦雄            | 大山 タイトル獲得長(59歳)                       |
| 1981 (昭56) | 中原誠          | 二上達也            | 中原誠          | (大山康晴)            | 加藤一二三      | 大山康晴終        | 米長邦雄            | 大山 タイトル獲得長(59歳)                       |
| 1980 (昭55) | 中原誠          | 二上達也            | 中原誠          | (大山康晴)            | 加藤一二三      | 大山康晴          | 米長邦雄            |                                                 |
| 1980 (昭55) | 中原誠          | 米長邦雄            | 中原誠          | (大山康晴)            | 加藤一二三      | 大山康晴          | 米長邦雄            |                                                 |
| 1979 (昭54) | 中原誠          | 中原誠              | 米長邦雄        | (中原誠)              | 中原誠          | 大山康晴          | 中原誠              |                                                 |
| 1979 (昭54) | 中原誠          | 中原誠              | 米長邦雄        | (中原誠)              | 中原誠          | 大山康晴          | 中原誠              |                                                 |
| 1978 (昭53) | 第36期 中原誠   | 中原誠              | 中原誠          | (中原誠)              | 中原誠          | 加藤一二三        | 米長邦雄            |                                                 |
| 1978 (昭53) | 第36期 中原誠   | 中原誠              | 中原誠          | (中原誠)              | 中原誠          | 加藤一二三        | 米長邦雄            |                                                 |
| 1977 (昭52) | ↑               | 中原誠              | 中原誠永        | (中原誠)              | 中原誠          | 中原誠            | 加藤一二三          | 名人戦実施されず(主催紙移行)                    |
| 1977 (昭52) | ↑               | 大山康晴            | 中原誠永        | (中原誠)              | 中原誠          | 中原誠            | 加藤一二三          | 名人戦実施されず(主催紙移行)                    |
| 1976 (昭51) | 第35期 中原誠永 | 大山康晴            | 中原誠          | (中原誠)              | 中原誠          | 中原誠            | 加藤一二三          | 大山 十五世名人襲位                             |
| 1976 (昭51) | 第35期 中原誠永 | 大山康晴            | 中原誠          | (中原誠)              | 中原誠          | 中原誠            | 加藤一二三          | 大山 十五世名人襲位                             |
| 1975 (昭50) | 中原誠          | 大山康晴            | 中原誠          | (桐山清澄)            | 中原誠          | 中原誠            | 第1期 大内延介 初終 | 棋王戦がタイトル戦に昇格                        |
| 1975 (昭50) | 中原誠          | 大山康晴            | 中原誠          | (桐山清澄)            | 中原誠          | 中原誠            | 第1期 大内延介 初終 | 棋王戦がタイトル戦に昇格                        |
| 1974 (昭49) | 中原誠          | 大山康晴            | 中原誠          | (中原誠)              | 中原誠          | 中原誠            | (第1回) (内藤國雄)  | 棋王戦創設                                      |
| 1974 (昭49) | 中原誠          | 大山康晴            | 中原誠          | (中原誠)              | 中原誠          | 中原誠            | (第1回) (内藤國雄)  | 棋王戦創設                                      |
| 1973 (昭48) | 中原誠          | 内藤國雄            | 中原誠          | (中原誠)永            | 大山康晴        | 中原誠            | －                  | 大山 永世王将就位                               |
| 1973 (昭48) | 中原誠          | 米長邦雄初          | 中原誠          | (中原誠)永            | 大山康晴        | 中原誠            | －                  | 大山 永世王将就位                               |
| 1972 (昭47) | 中原誠          | 有吉道夫 初終       | 内藤國雄        | (中原誠)              | 中原誠          | 中原誠            | －                  |                                                 |
| 1972 (昭47) | 中原誠          | 中原誠              | 内藤國雄        | (中原誠)              | 中原誠          | 中原誠            | －                  |                                                 |
| 1971 (昭46) | 大山康晴        | 中原誠              | 大山康晴        | (中原誠)              | 中原誠          | 大山康晴          | －                  |                                                 |
| 1971 (昭46) | 大山康晴        | 中原誠永            | 大山康晴        | (中原誠)              | 中原誠          | 大山康晴          | －                  |                                                 |
| 1970 (昭45) | 大山康晴        | 中原誠              | 大山康晴        | (中原誠)              | 中原誠          | 大山康晴          | －                  |                                                 |
| 1970 (昭45) | 大山康晴        | 大山康晴            | 大山康晴        | (中原誠)              | 中原誠          | 大山康晴          | －                  |                                                 |
| 1969 (昭44) | 大山康晴        | 内藤國雄初          | 大山康晴        | (中原誠)              | 大山康晴        | 大山康晴          | －                  |                                                 |
| 1969 (昭44) | 大山康晴        | 中原誠              | 大山康晴        | (中原誠)              | 大山康晴        | 大山康晴          | －                  |                                                 |
| 1968 (昭43) | 大山康晴        | 中原誠              | 大山康晴        | (大山康晴)            | 加藤一二三初    | 大山康晴          | －                  |                                                 |
| 1968 (昭43) | 大山康晴        | 中原誠初            | 大山康晴        | (大山康晴)            | 加藤一二三初    | 大山康晴          | －                  |                                                 |
| 1967 (昭42) | 大山康晴        | 山田道美終          | 大山康晴        | (山田道美)            | 大山康晴        | 大山康晴          | －                  |                                                 |
| 1967 (昭42) | 大山康晴        | 山田道美初          | 大山康晴        | (山田道美)            | 大山康晴        | 大山康晴          | －                  |                                                 |
| 1966 (昭41) | 大山康晴        | 大山康晴            | 大山康晴        | (大山康晴)            | 大山康晴        | 大山康晴          | －                  | 大山 五冠独占(5)                                |
| 1966 (昭41) | 大山康晴        | 二上達也            | 大山康晴        | (大山康晴)            | 大山康晴        | 大山康晴          | －                  | 大山 五冠独占(5)                                |
| 1965 (昭40) | 大山康晴        | 大山康晴            | 大山康晴        | (丸田祐三)            | 大山康晴永      | 大山康晴          | －                  | 大山 五冠独占(4)                                |
| 1965 (昭40) | 大山康晴        | 大山康晴            | 大山康晴        | (丸田祐三)            | 大山康晴永      | 大山康晴          | －                  | 大山 五冠独占(4)                                |
| 1964 (昭39) | 大山康晴        | 大山康晴永          | 大山康晴永      | (大山康晴)            | 大山康晴        | 大山康晴永        | －                  | 大山 五冠独占(3)                                |
| 1964 (昭39) | 大山康晴        | 大山康晴            | 大山康晴永      | (大山康晴)            | 大山康晴        | 大山康晴永        | －                  | 大山 五冠独占(3)                                |
| 1963 (昭38) | 大山康晴        | 大山康晴            | 大山康晴        | (灘蓮照)              | 大山康晴        | 大山康晴          | －                  | 大山 五冠独占(2)                                |
| 1963 (昭38) | 大山康晴        | 大山康晴            | 大山康晴        | (灘蓮照)              | 大山康晴        | 大山康晴          | －                  | 大山 五冠独占(2)                                |
| 1962 (昭37) | 第21期 大山康晴 | 第1期 大山康晴      | 第3期 大山康晴  | (第10回) (加藤一二三) | 第1期 大山康晴  | 第12期 二上達也初 | －                  | 棋聖戦創設 九段戦が十段戦に改称 大山 五冠独占初 |
| 1962 (昭37) | 第21期 大山康晴 | －                  | 第3期 大山康晴  | (第10回) (加藤一二三) | 第1期 大山康晴  | 第12期 二上達也初 | －                  | 棋聖戦創設 九段戦が十段戦に改称 大山 五冠独占初 |
| 開催 年度   | 名人            | 棋聖                | 王位            | (王座)                | 十段            | 王将              | 棋王                | 備 考                                           |
| 開催 年度   | 名人戦 4-6月    | 棋聖戦 12-2月 6-7月 | 王位戦 7-9月    | 王座戦 9-10月         | 十段戦 10-12月  | 王将戦 1-3月      | 棋王戦 2-3月        | 備 考                                           |

### 1937年（名人戦開始） - 1961年
| 開催 年度   | 名人戦 4-6月     | 王位戦 7-9月         | 王座戦 9-10月      | 九段戦 10-12月                | 九段戦 10-12月                | 王将戦 1-3月       | 備 考                                                      |
| 開催 年度   | 名人             | 王位                 | (王座)             | 九段                          | 九段                          | 王将               | 備 考                                                      |
| 1961 (昭36) | 第20期 大山康晴  | 第2期 大山康晴       | (第9回) (本間爽悦) | 第12期 大山康晴               | 第12期 大山康晴               | 第11期 大山康晴    |                                                            |
| 1960 (昭35) | 大山康晴         | 第1期 大山康晴       | (丸田祐三)         | 大山康晴永                    | 大山康晴永                    | 大山康晴           | 王位戦(早指し王位決定戦)がタイトル戦に昇格 大山 四冠独占初 |
| 1959 (昭34) | 大山康晴         | (第6回) (加藤一二三) | (大山康晴)         | 大山康晴                      | 大山康晴                      | 大山康晴           | 大山 三冠独占                                              |
| 1958 (昭33) | 升田幸三終       | (灘蓮照)             | (塚田正夫)         | 大山康晴                      | 大山康晴                      | 大山康晴           |                                                            |
| 1957 (昭32) | 升田幸三         | (大山康晴)           | (松田茂行)         | 升田幸三                      | 升田幸三                      | 大山康晴           | 升田 三冠独占初                                            |
| 1956 (昭31) | 大山康晴永       | (大山康晴)           | (小堀清一)         | 第7期 升田幸三                | 第7期 升田幸三                | 升田幸三           | 全日本選手権戦が名人参加の九段戦に再編                     |
| 1955 (昭30) | 大山康晴         | (大山康晴)           | (大山康晴)         | 九段                          | (選手権者)                    | 升田幸三           |                                                            |
| 1955 (昭30) | 大山康晴         | (大山康晴)           | (大山康晴)         | 第6期 塚田正夫終              | (第8回) (大山康晴)            | 升田幸三           |                                                            |
| 1954 (昭29) | 大山康晴         | (第1回) (大山康晴)   | (大山康晴)         | 塚田正夫永                    | (塚田正夫)                    | 大山康晴           | 早指し王位決定戦創設(一般棋戦)                             |
| 1953 (昭28) | 大山康晴         | －                   | (第1回) (大山康晴) | 塚田正夫                      | (大山康晴)                    | 大山康晴           | 王座戦創設(一般棋戦)                                       |
| 1952 (昭27) | 大山康晴         | －                   | －                 | 塚田正夫                      | (塚田正夫)                    | 大山康晴           | 木村 十四世名人襲位                                        |
| 1951 (昭26) | 木村義雄終       | －                   | －                 | 大山康晴                      | (大山康晴)                    | 第1期 升田幸三初   | 王将戦がタイトル戦に昇格 陣屋事件                          |
| 1950 (昭25) | 木村義雄         | －                   | －                 | 第1期 大山康晴初              | (大山康晴)                    | (第1回) (木村義雄) | 九段戦創設(全日本選手権戦内タイトル) 王将戦創設(一般棋戦)  |
| 1949 (昭24) | 木村義雄         | －                   | －                 | －                            | (萩原淳)                      | －                 |                                                            |
| 1948 (昭23) | 塚田正夫         | －                   | －                 | －                            | (第1回) (木村義雄)            | －                 | 全日本選手権戦創設                                         |
| 1947 (昭22) | 塚田正夫初       | －                   | －                 | －                            | －                            | －                 | 順位戦開始 名人戦が毎年開催に                              |
| 1946 (昭21) | 木村義雄永       | －                   | －                 | －                            | －                            | －                 |                                                            |
| 1945 (昭20) | 木村義雄永       | －                   | －                 | －                            | －                            | －                 | 名人戦が戦争で中止(特例で防衛扱い)                         |
| 1944 (昭19) | 木村義雄         | －                   | －                 | －                            | －                            | －                 | 挑戦資格者が出ず木村名人防衛                               |
| 1943 (昭18) | 木村義雄         | －                   | －                 | －                            | －                            | －                 |                                                            |
| 1942 (昭17) | 木村義雄         | －                   | －                 | －                            | －                            | －                 |                                                            |
| 1941 (昭16) | 木村義雄         | －                   | －                 | －                            | －                            | －                 |                                                            |
| 1940 (昭15) | 木村義雄         | －                   | －                 | －                            | －                            | －                 |                                                            |
| 1939 (昭14) | 木村義雄         | －                   | －                 | －                            | －                            | －                 |                                                            |
| 1938 (昭13) | 第1期 木村義雄初 | －                   | －                 | －                            | －                            | －                 | 以降名人戦隔年開催 (2年間かけて挑戦者を決定)               |
| 1937 (昭12) | 第1期 木村義雄初 | －                   | －                 | －                            | －                            | －                 | 名人戦創設、大差のため番勝負開催されず                     |
| 開催 年度   | 名人             | 王位                 | (王座)             | 九段                          | (選手権者)                    | 王将               | 備 考                                                      |
| 開催 年度   | 名人戦 4-6月     | 王位戦 7-9月         | 王座戦 9-10月      | 九段戦/全日本選手権戦 10-12月 | 九段戦/全日本選手権戦 10-12月 | 王将戦 1-3月       | 備 考                                                      |